# 12595 Амандашов
12595 Амандашов (1999 RD149, 1989 US9, 1992 PE6, 1998 FJ34, 12595 Amandashaw) — астероїд головного поясу, відкритий 9 вересня 1999 року.
Тіссеранів параметр щодо Юпітера — 3,587.